# Parafia Świętych Apostołów Andrzeja i Bartłomieja w Osiecku
Parafia Świętych Apostołów Andrzeja i Bartłomieja w Osiecku – rzymskokatolicka parafia w dekanacie Osieck, diecezji siedleckiej.
Jest to jedna z najstarszych parafii na Mazowszu, po prawej stronie Wisły. Swój rozwój Osieck i parafia  zawdzięczają książętom mazowieckim, którzy mieli tu swój dwór i zwierzyniec. Z czasem osada obronna, strzegąca traktów handlowych i strażnica Czerskiego zamku, stała się starostwem niegrodowym i była pod opieką króla. Pierwsze wzmianki o parafii Osieck pochodzą z końca XII i początków XIII wieku. W ciągu 700-letniej historii parafii istniało tu 5 kościołów. 

## Historia
Pierwszy kościół, którego istnienie potwierdzają źródła historyczne, powstał w II połowie XIII wieku. Jego fundatorem był Konrad I – książę mazowiecki, była to budowla drewniana i przetrwała niespełna sto lat, gdyż spłonęła doszczętnie w I połowie XIV wieku. Kolejną świątynię, również drewnianą zbudowano w 1353 roku z inicjatywy księcia mazowieckiego Ziemowita III. Istniała ona do 1656 roku, kiedy to podczas „potopu” spalili ją Szwedzi. Na jej miejscu zbudowano tymczasową kaplicę, która służyła jako miejsce kultu przez 18 lat. Trzeci osiecki kościół, również drewniany, zbudowano z fundacji starosty osieckiego Franciszka Bielińskiego w 1675 roku. Przetrwał on do 1778 roku. Kolejny kościół był murowany, budował go ksiądz Andrzej Reptowski w latach 1778–1782. Niestety był on za mały w stosunku do powiększającej się liczby wiernych, dlatego też postanowiono wybudować większą świątynię. Została ona wybudowana w latach 1902–1904 wg projektu Stefana Szyllera, a konsekrowana przez biskupa lubelskiego Franciszka Jaczewskiego w 1909 roku. 
Świątynię wzniesiono na planie krzyża łacińskiego, typu pseudobazyliki z wyraźnie wyższą nawą główną i transeptem. Jest ona orientowana. Fundamenty wykonano z polnych kamieni, ściany wzniesiono z czerwonej cegły. Pierwotnie zamierzano zbudować także kościół dolny, lecz ze względu na źródliska wody i podmokły teren musiano z tego planu zrezygnować. Nad wejściami znajdują się okazałe portale, a na fasadzie w rozecie umieszczona rzeźba Madonny z Dzieciątkiem. Wieże przypominają mariackie w Krakowie, pokryte są miedzianą blacha i mają zawieszone królewskie korony. Kościół reprezentuje styl „gotyku nadwiślańskiego”. 
Najstarszym zabytkiem świątyni jest kropielnica z czarnego marmuru chęcińskiego, pełniąca dawniej funkcje chrzcielnicy, znajdująca się w kruchcie kościoła, z XVIII wieku pochodząca z poprzednich kościołów. Wystrój wnętrza jest neogotycki z elementami barokowymi, pochodzącymi z poprzedniej świątyni. W ołtarzu głównym umieszczona jest rzeźbiona scena Ukrzyżowania zasłaniana obrazem Niepokalanego Poczęcia Matki Bożej, oraz rzeźby śś. Piotra, Pawła, Andrzeja, Bartłomieja i Michała Archanioła. Stworzono też cztery ołtarze boczne. Po lewej stronie św. Józefa i Antoniego Padewskiego oraz Męczenników Podlaskich – patronów diecezji. 
Ołtarz Unitów Pratulińskich w formie malowidła naściennego, jest to najpiękniejsze ich przedstawienie w diecezji siedleckiej. Po prawej stronie św. Anny - dawnej patronki parafii, oraz Matki Bożej Częstochowskiej z jej wizerunkiem pochodzącym z poprzedniego kościoła. W prezbiterium zawieszone są obrazy z poprzednich świątyń np.: św. Izydora Oracza, Trójca Święta, Przemienienie Pańskie, św. Józef z małym Jezusem; piękne przedstawienie cherubinów wielbiących Boga w formie rzeźb naściennych. W nawie głównej wolno stojąca ambona i chrzcielnica z nadstawą i obrazem Chrztu Pana Jezusa, zawieszone cztery wielkie żyrandole w kształcie pająków, wiele feretronów i figur procesyjnych. 
W ołtarzu głównym złocone tabernakulum i obok niego dwie złocone „wieczne lampy”, dwa efektowne cherubiny trzymające świeczniki, a we wnękach ołtarzowych relikwiarze śś. o. Pio, Faustyny Kowalskiej, Andrzeja i Bartłomieja. Ołtarze, ambona, i chrzcielnica wykonane z masy mozaikowej w 1909 roku w warszawskiej firmie J. Szpetkowski i S- ka, wszystko bogato złocone. Wyposażenie świątyni pochodzi z poprzednich kościołów oraz z warszawskiej firmy Norblin, Bracia Buch i T. Werner. W nawach posadzka mozaikowa a w prezbiterium z granitu. W kościele zawieszone są stacje Drogi Krzyżowej z masy mozaikowej, tablica upamiętniająca żołnierzy AK z placówki Osieck, dowódcę i żołnierzy Batalionów Chłopskich, pamięci powstańców styczniowych z 1863 roku poległych w lesie pod Natolinem, poległych podczas II wojny światowej mieszkańców osieckiej parafii oraz tablica poświęcona budowniczemu kościoła księdzu prałatowi Aleksandrowi Olszewskiemu, proboszczowi osieckiemu w latach 1897–1921. 
W kruchcie wielki krucyfiks, wspomniana wcześniej kropielnica z marmuru, oraz dwie okazałe kropielnice w formie muszli trzymanych przez anioły, tablica poświęcona pamięci powstańców styczniowych, którzy spoczywają w lesie pod Natolinem, informacja o historii parafii i spis osieckich proboszczów oraz ciekawe kręcone schody wiodące na chór muzyczny z prospektem organowym i balustradą ozdobioną aniołami grającymi na instrumentach. Kruchty oddzielone od naw ciekawymi metalowo- szklanymi drzwiami. W oknach umieszczone są witraże.
Od wieków wielką popularnością okolicy cieszył się osiecki odpust przypadający na św. Bartłomieja. Niegdyś przychodzili na niego ludzie z bardzo odległych miejscowości, nawet z drugiego brzegu Wisły, sąsiednich dekanatów i parafii. Wszystkie uliczki wokół rynku i wiele podwórek było zastawionych furmankami. Ściągali na niego ci którzy pochodzili z miejscowej parafii a także mieli tu rodziny. Odpust był okazją do spotkań z rodziną i przyjaciółmi, chwilą wytchnienia po ciężkiej pracy w żniwa. Wszystkie krzyże i kapliczki na terenie parafii ubierane były na tę okazję, przystrajane wieńcami z kiści dębu i wrzosu. Po uroczystej sumie, wielobarwnej procesji eucharystycznej, tłumy wiernych wyruszały na stragany ustawione na rynku, całość kończyła ludowa zabawa. Obecnie ranga odpustu zmalała, jednak i tak jest jednym z najpopularniejszych wśród okolicznych parafii, jest on także połączony z parafialnymi dożynkami. Mniejszą popularnością cieszył się także niegdyś odpust przypadający na św. Anne, jedną z pierwszych patronek parafii. Został on zniesiony w latach 80. XX wieku.

## Plebania
Obok kościoła stoi drewniana, parterowa plebania z 1897 roku, bardzo bogato zdobiona. Kościół i plebania wybudowane zostały z inicjatywy proboszcza osieckiego ks. Aleksandra Olszewskiego. Plebania stoi na miejscu dawnego kościoła; jedna z jej ścian to właśnie ściana, będąca częścią starej świątyni. 
Obok nowy budynek plebanii oraz organistówka a po drugiej stronie ulicy dom parafialny – najstarszy murowany budynek w Osiecku. Teren wokół kościoła jest zadbany, ogrodzony kamiennym, otynkowanym płotem z dwiema kutymi bramami wjazdowymi, obsadzony drzewami, z figurami świętych, krzyżami misyjnymi oraz pomnikiem papieża Polaka. 

## Cmentarz
Dawniej wokół kościoła istniał cmentarz grzebalny. Obecny cmentarz parafialny został założony w XVIII wieku wokół barokowej kaplicy św. Rocha usytuowanej na przedmieściach osady. Kaplica została gruntownie przebudowana w 1 ćw. XIX wieku. Stoi na ceglanej podmurówce, zbudowana z sosnowych bali, oszalowana, konstrukcji słupowej, z frontowym podcieniem na czterech słupach. Wewnątrz barokowe tabernakulum z puttami, obraz św. Rocha. Pokryta blachą z małą sygnaturką. Na cmentarzu nieliczne pozostałości starych nagrobków z klasycystycznymi pomnikami i żeliwnymi, kutymi krzyżami, groby kapłanów posługujących w parafii w tym pomnik nagrobny budowniczego kościoła, oraz zbiorowe mogiły żołnierzy WP poległych w latach 1939 i 1944–1945. Cmentarz także ogrodzony kamiennym, otynkowanym parkanem z dwiema kutymi bramami. Na terenie parafii znajduje się kaplica dojazdowa w miejscowości Stara Huta. Przy parafii działają kółka różańcowe żeńskie i męskie, grono ministrantów i lektorów oraz chór. Odpust parafialny: św. Bartłomieja najbliższa niedziela 24 sierpnia, Matki Bożej Królowej Polski 3 maja i św. Andrzeja 30 listopada.

## Zasięg parafii
Do parafii należą wierni z miejscowości: Osieck, Augustówka, Budy Uśniackie, Czarnowiec, Górki, Grabianka, Jaźwiny, Nowe Kościeliska, Stare Kościeliska, Lipiny, Łucznica, Natolin, Podbiel, Pogorzel, Ponurzyca, Rudnik, Sobienki, Stara Huta i Wójtowizna. Parafia Osieck przez lata była bardzo rozległa. W minionych czasach należało do niej wielu wiernych z innych miejscowości, którzy z czasem odeszli do bliższych parafii lub do powstałych parafii. Do parafii Celestynów odeszli wierni z Regutu i Taboru, do Miętnego z Krystyny, Zabieżki, Pilawa i Gocław założyły własne wspólnoty. Do Gocławia przeszli wierni z Żelaznej.

## Proboszczowie parafii Osieck
Od 1300 r. do 1444 r. proboszczowie nieznani.

- ks. Michał Jordan (1444–1500)
- ks. Jan Płocki (1500–1523)
- ks. Łukasz (1523–1551)
- ks. Andrzej Świeborowski (1551–1565)
- ks. Kacper Sadłoch (Sadlochius) (1565–1593)
- ks. Rafał Dębowski (1593–1638)
- ks. Wojciech Grabowski (1638–1648)
- ks. Jan Zadorski (1648–1660)
- ks. Ignacy Gniński (1660–1676)
- ks. Jan Złotnikowicz (1676–1732)
- ks. Michał Czastrzyński (1732–1735)
- ks. Tomasz Ryzopp (1735–1739)
- ks. Michał Józef Rynkiewicz (1739–1751)
- ks. Michał Antonowicz (1751–1772)
- ks. Andrzej Reptowski (1772–1804)
- ks. Antoni Tarkowski (1804–1843)
- ks. Józef Rychlik (1843–1890)
- ks. Aleksander Olszewski (1897–1921)
- ks. Michał Benet (1921–1938)
- ks. Ludwik Liponoga (1938–1946)
- ks. Feliks Augustyniak (1946–1967)
- ks. Leopold Mosak (1967–1973)
- ks. Mieczysław Marczuk (1973–1981)
- ks. Piotr Kryński (1981–1984)
- ks. Eugeniusz Matyska (1984–1997)
- ks. Stanisław Bieńko (1997–2012)
- ks. Krzysztof Samsel (2012–obecnie)